# Mohsen Anani
Mohsen Muhammad Abdul Mohsen Anany Youssef Mustapha (né le 21 mai 1985 à Tunis) est un athlète égyptien, spécialiste du lancer de marteau. À compter de 2017, il représente de nouveau la Tunisie.

## Carrière
Son meilleur lancer est de 77,36 m au Caire le 26 mars 2010. Champion d'Afrique 2010, il a participé aux Mondiaux de Berlin, d'Osaka et d'Helsinki (2005) et a remporté la médaille de bronze à Bambous. Il a été médaillé d'argent aux Mondiaux juniors de Grosseto en 2004.

## Palmarès
| Date | Compétition             | Lieu       | Résultat | Marque  |
| ---- | ----------------------- | ---------- | -------- | ------- |
| 2003 | Jeux africains          | Abuja      | 5e       | 67,24 m |
| 2004 | Jeux panarabes          | Alger      | 2e       | 71,65 m |
| 2007 | Jeux africains          | Alger      | 2e       | 72,00 m |
| 2007 | Jeux panarabes          | Le Caire   | 1er      | 74,22 m |
| 2006 | Championnats d'Afrique  | Bambous    | 3e       | 69,22 m |
| 2009 | Championnats panarabes  | Damas      | 2e       | 74,31 m |
| 2009 | Jeux de la Francophonie | Beyrouth   | 1er      | 71,30 m |
| 2010 | Championnats d'Afrique  | Nairobi    | 1er      | 74,72 m |
| 2012 | Championnats d'Afrique  | Porto Novo | 2e       | 74,31 m |
| 2017 | Championnats panarabes  | Radès      | 2e       | 69,59 m |
| 2023 | Jeux panarabes          | Oran       | 3e       | 67,69 m |
| 2024 | Jeux africains          | Accra      | 2e       | 67,71 m |

## Records
| Épreuve | Marque  | Lieu     | Date         |
| ------- | ------- | -------- | ------------ |
| Marteau | 77,36 m | Le Caire | 29 mars 2010 |